# Pristimantis romanorum
Espèce
Pristimantis romanorum est une espèce d'amphibiens de la famille des Craugastoridae.

## Répartition
Cette espèce est endémique de la province de Pichincha en Équateur. Elle rencontre de 2 600 à 2 900 m d'altitude sur le Guagua Pichincha.

## Description
Les mâles mesurent de 31,0 à 34,1 mm.

## Étymologie
Cette espèce est nommée en l'honneur d'Ángel Román, de Guido Román, de Hernando Román et de José Luis Román Carrión du Museo Ecuatoriano de Ciencias Naturales.

## Publication originale
- Yánez-Muñoz, Meza-Ramos, Cisneros-Heredia & Reyes, 2011 "2010" : Descripción de tres nuevas especies de ranas del género Pristimantis (Anura: Terrarana: Strabomantidae) de los bosques nublados del Distrito Metropolitano de Quito, Ecuador. Avances en Ciencias e Ingenierías, vol. 2, no 3, p. 16-27 (« texte intégral »(Archive.org • Wikiwix • Archive.is • Google • Que faire ?)).